# Tony Tirabassi
Pour les articles homonymes, voir Tirabassi.
Anthony "Tony" Tirabassi (né le 30 octobre 1957) est un homme politique canadien de l'Ontario. Il est député fédéral libéral de la circonscription ontarienne de Niagara-Centre de 2000 à 2004.

## Biographie
Né à Thorold en Ontario, Tirabassi est vendeur de carrière.
Élu en 2000, il remplace le député de longue date et président de la Chambre des communes de longue date Gilbert Parent. Durant sa carrière, il est secrétaire parlementaire du président du Conseil du Trésor.
Tirabassi se présente à la course à l'investiture dans Welland en vue de l'2004, Niagara-Centre étant abolie. Il perd la nomination face à John Maloney.